# 卡彭頜吻鰻
卡彭頜吻鰻（學名：Gnathophis capensis），是輻鰭魚綱鰻形目康吉鳗科頜吻鰻屬的其中一種，由Johann Jakob Kaup於1856年描述，最初屬於Leptocephalus屬，分布於大西洋東南部，包括從福爾斯灣到南非普利登堡灣以及特里斯坦達庫尼亞島海域，深度100公尺，本魚體延長，背部黃褐色, 頭部銀色, 腹部顏色較淡，魚鰭上具暗色邊緣，脊椎骨128-135個，體長可達37公分，為底棲性魚類，生活習性不明。